# 光果毛翠雀花
光果毛翠雀花（学名：Delphinium trichophorum var. subglaberrimum）为毛茛科翠雀属下的一个变种。

## 扩展阅读
- 維基物種上的相關：光果毛翠雀花